# Сапата, Лаура
Лаура Гваделупе Сапата Миранда (исп. Laura Guadalupe Zapata Miranda; род. 30 июля 1956, Мехико, Мексика) — мексиканская актриса.

## Биография
Родилась 30 июля 1956 года в Мехико в семье боксёра Гильермо Сапата, который погиб, когда она была маленькой девочкой. Её мама, Иоланда Миранда, вновь вышла замуж, однако отчим не слишком тепло принял ребёнка супруги от первого брака, и будущая актриса осталась в доме своей бабушки, Доньи Эвы Манхе, которая её и вырастила. К слову, четыре сводные сестры актрисы с материнской стороны также избрали творческие профессии, а две из них — писательница Эрнестина Соди и эстрадная певица Талия — также стали известными.
Она увлекалась музыкой и театром ещё в школьные годы, участвовала в любительских выступлениях, занималась в школе танцев под руководством опытных педагогов. Получив среднее образование, начала изучать актёрское мастерство в Институте культуры и искусств имени Андреса Солера — одном из лучших учебных заведений страны. Донья Эва поначалу противилась желанию внучки, боясь, что свободные нравы, зачастую царящие в артистической среде, собьют её с пути. Но она доказала обратное — она не только состоялась как прекрасная актриса, но и сохранила при этом все те нравственные качества, которые унаследовала от любящей бабушки.

## Похищение Лауры и Эрнестины Сапаты
В сентябре 2002 года Лаура Сапата и её сестра Эрнестина были похищены недалеко от своего дома в Мехико неизвестными преступниками. Преступники потребовали у её сестры Талии огромный выкуп, но она смогла собрать лишь некоторую сумму. В итоге в заложниках актриса провела 18 дней, а её сестра Эрнестина провела в заложниках ещё 16 дней.
Позже преступников задержали с поличным и приговорили их к длительному тюремному заключению, плюс суд обязал преступников выплатить компенсацию Лауре Сапате в размере 5 миллионов долларов. Оставшиеся члены организованной террористической преступной группировки совершили два преступления в 2005 году - нападение на актрису Мариану Леви, вследствие чего её не стало и жестокое убийство актёра Хосе Роберто Хилла, после чего по указанию президента Мексики Висенте Фокса преступная группа была ликвидирована.

## Фильмография
Телесериалы студии Televisa (Мексика):
- 1987 — Дикая Роза — Дульсина Линарес де Роблес (злодейка).
- 1992 — Мария Мерседес — Мальвина дель Ольмо (злодейка).
- 1995 — Бедная богатая девочка — Тереса Гарсия де Вильягран (злодейка).
- 1997 — Эсмеральда — Фатима Линарес (злодейка).
- 1998 — Узурпаторша — Сорайда Сапата (представитель власти).
- 1999 — Росалинда — Вероника дель Кастильо де Альтамирано (представитель власти).
- 2001 — Злоумышленница — Максимилиана Лимантур де Рольдан (коварная злодейка).
- 2008 — Осторожно с ангелом — Онелия.
- 2010 — Сакатильо, тело и душа — Мириам Солорсано Лосано (злодейка).